# Gustavo Viveros
Gustavo Eduardo Viveros Le-Borgne (Concepción, Chile, 1 de diciembre de 1947) es un exfutbolista y entrenador chileno. Jugaba de mediocampista de contención. Es tío de los también futbolistas profesionales Ricardo y Juan Francisco Viveros.

Gustavo Viveros en Deportes Concepción.

## Biografía
Nacido en Concepción, sus inicios en el fútbol fueron en los clubes amateur Camilo Henríquez y el Lord Cochrane de su ciudad natal. En el año 1966 cuando se fraguaba el proyecto de Deportes Concepción bajo el apoyo del Lord, es traspasado al nuevo club junto a la totalidad del plantel incluida la plana directiva. Viveros debuta ese mismo año por la Segunda División de Chile. En 1967 logra el ascenso en este cuadro en el que logra destacadas campañas y se posiciona como uno de sus mejores valores históricos. 
En 1972 es contratado por la Unión Española, uno de los clubes más fuertes de la época, donde logra el torneo de Primera División de 1973. Sin embargo en 1974 vuelve a Deportes Concepción, club donde se mantiene por dos temporadas y logra un histórico subcampeonato a nivel nacional, que es hasta el día de hoy la mejor actuación del cuadro penquista en dichos torneos. Entre 1976 y 1979 defendió los colores del Rangers de Talca, club donde desciende al perder la liguilla de promoción, logra ascender como subcampeón al año siguiente, pero volvería a bajar de categoría en 1978. Finalmente termina su carrera profesional en Magallanes entre 1980 y 1981, formando parte de los inicios del histórico plantel apodado Los Comandos de la mano del entrenador Eugenio Jara.
Como entrenador dirigió interinamente a Deportes Concepción en un partido en el Torneo de Clausura 2005 contra Santiago Wanderers, para luego seguir desempeñándose como técnico en las divisiones inferiores del mismo club.

## Selección nacional
Fue internacional con la Selección de Chile entre los años 1971 y 1973.  En su registro se contabilizan 10 partidos jugados, incluyendo un palmarés de 2 goles oficiales frente a las selecciones de Argentina y Perú.

## Clubes
| Club                | País  | Año       |
| ------------------- | ----- | --------- |
| Deportes Concepción | Chile | 1965-1971 |
| Unión Española      | Chile | 1972-1973 |
| Deportes Concepción | Chile | 1974-1975 |
| Rangers             | Chile | 1976-1979 |
| Magallanes          | Chile | 1980-1981 |

## Palmarés

### Campeonatos nacionales
| Título           | Club                | País  | Año  |
| ---------------- | ------------------- | ----- | ---- |
| Segunda División | Deportes Concepción | Chile | 1967 |
| Primera División | Unión Española      | Chile | 1973 |